# Xenia (zoologia)
Xenia Lamarck, 1816 è un genere di ottocoralli della famiglia Xeniidae.

## Biologia
I polipi di alcune specie di questo genere esibiscono una attività pulsatoria dei loro tentacoli, comportamento non comune tra i coralli; si è visto che tale pulsazione rende più efficiente la fotosintesi da parte delle zooxantelle endosimbionti.

## Tassonomia
Comprende le seguenti specie:
- Xenia amparoi Roxas, 1933
- Xenia ashworthi Kükenthal, 1902
- Xenia bauiana (May, 1899)
- Xenia blumi Schenk, 1896
- Xenia coerulea Ehrenberg, 1834
- Xenia crassa Schenk, 1896
- Xenia crispitentaculata Verseveldt, 1977
- Xenia cylindrica Roxas, 1933
- Xenia dayi Tixier-Durivault, 1959
- Xenia delicata Roxas, 1933
- Xenia depressa Kükenthal, 1909
- Xenia distorta Tixier-Durivault, 1966
- Xenia elongata Dana, 1846
- Xenia felicianoi Roxas, 1933
- Xenia fimbriata Utinomi, 1955
- Xenia fisheri Roxas, 1933
- Xenia flava Roxas, 1933
- Xenia flexibilis Halász, McFadden, Toonen & Benayahu, 2019
- Xenia fusca Schenk, 1896
- Xenia garciae Bourne, 1895
- Xenia grasshoffi Verseveldt, 1974
- Xenia hicksoni Ashworth, 1899
- Xenia humilis Verseveldt, 1977
- Xenia intermedia Roxas, 1933
- Xenia kuekenthali Roxas, 1933
- Xenia kusimotoensis Utinomi, 1955
- Xenia lepida Verseveldt, 1971
- Xenia lillieae Roxas, 1933
- Xenia mayi Roxas, 1933
- Xenia medusoides May, 1899
- Xenia membranacea Schenk, 1896
- Xenia mucosa Verseveldt & Tursch, 1979
- Xenia multipinnata (Tixier-Durivault, 1966)
- Xenia multispiculata Kükenthal, 1909
- Xenia nana Hickson, 1930
- Xenia novaebritanniae Ashworth, 1900
- Xenia novaecaledoniae Verseveldt, 1974
- Xenia puertogalerae Roxas, 1933
- Xenia quinqueserta May, 1899
- Xenia rubens Schenk, 1896
- Xenia sansibariana May, 1899
- Xenia schenki Roxas, 1933
- Xenia sexseriata Verseveldt, 1977
- Xenia spicata Li, 1982
- Xenia stellifera Verseveldt, 1977
- Xenia ternatana Schenk, 1896
- Xenia tripartita Roxas, 1933
- Xenia tumbatuana (May, 1899)
- Xenia umbellata Lamarck, 1816
- Xenia viridis Schenk, 1896